# Appalachiosaurus
Appalachiosaurus là một chi khủng long, được Carr Williamson & Schwimmer mô tả khoa học năm 2005.